# Limoges Handball
Limoges Handball (LH), voorheen Limoges Hand 87, is een Franse handbalclub uit Limoges in het departement Haute-Vienne in de regio Nouvelle-Aquitaine.
De club speelt sinds 2021 in de LNH Division 1 (Starligue).